# Loterie

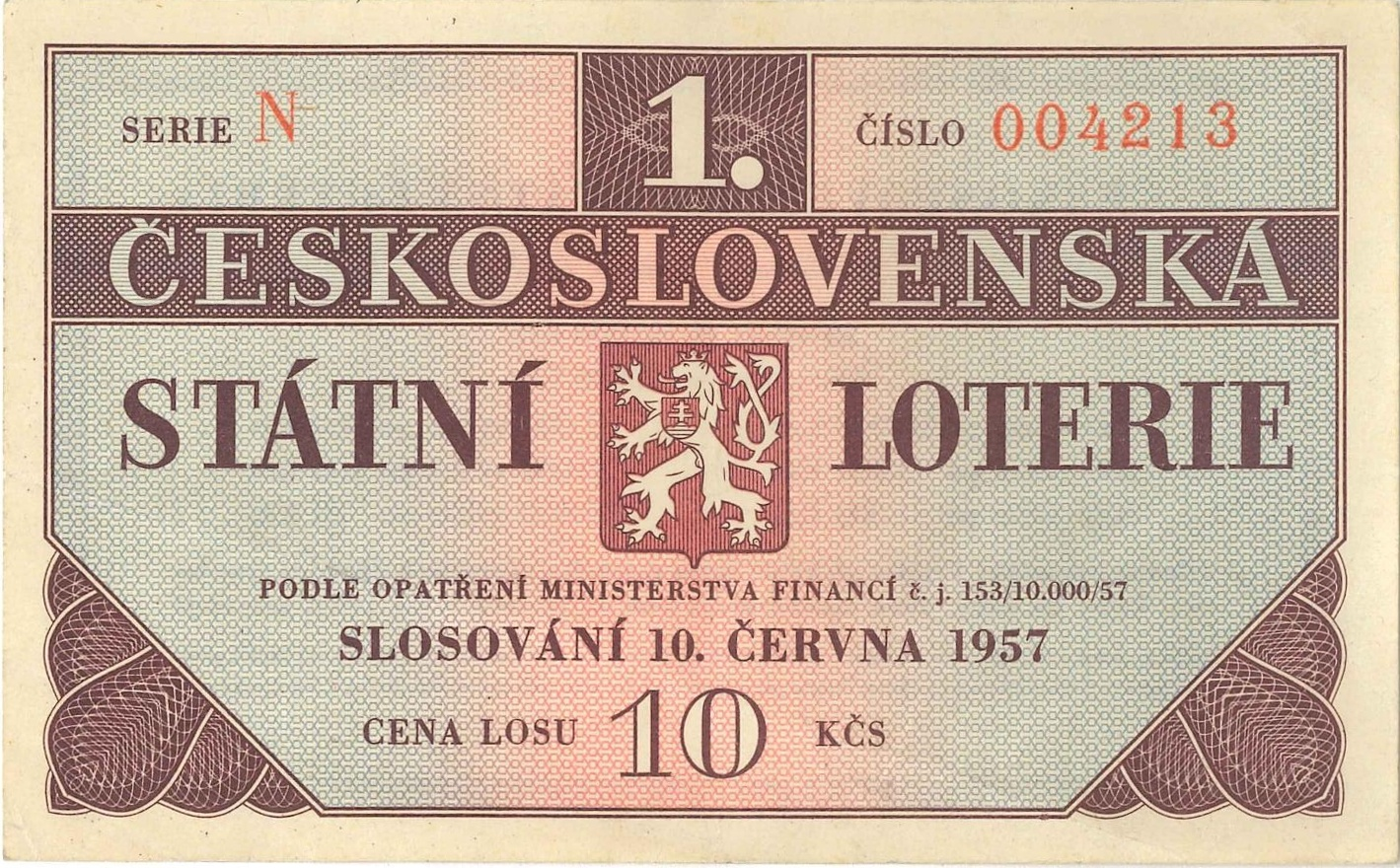
Československá státní loterie z roku 1957

Loterie je hazardní hra, ve které hráč vsadí určitou finanční částku a snaží se uhádnout čísla, která budou vytažena z osudí. Počet čísel v osudí i počet tažených čísel je pevně dán. V Česku se nejstarší a nejpopulárnější loterie nazývá Sportka, jedná se o tipování 6 čísel ze 49.
Loterie lze rozdělit do dvou základních typů.
Při aktivní loterii volí hráč podle svého vlastního uvážení pevně daný počet čísel, které jsou pak taženy z pevně daného počtu čísel v osudí. Tipování se obvykle provádí pomocí tipovacího formuláře, na kterém hráč předpokládaná čísla zakřížkuje. Po vylosování čísel se podle určitého schématu určuje výše výhry. Podle počtu uhádnutých čísel se stanoví výhra jako určitý poměr z celkové vsazené částky. V Česku jsou to loterie Sportka, Korunka, Šťastných deset, Keno a Euromilóny.
Při pasivní loterii si hráč zakoupí los. Na losu je už předem vytištěné číslo. Losování probíhá tak, že se podle předem určeného klíče losuje, který los vyhrává. Obvykle se určí číslo losu, který obdrží hlavní výhru. Další ceny získávají losy, jejichž čísla končí určitou kombinací čísel. V pasivní loterii je výše hlavní výhry a výše ostatních cen stanovena pevně předem. V praxi se vyskytují i hrací systémy, které oba základní typy určitým způsobem kombinují.

## Historie
První písemné záznamy o loterii pochází z čínské Dynastie Chan mezi lety 205 a 187 př. n. l., u kterých se předpokládá, že pomáhaly financovat stavbu Velké čínské zdi. První známé evropské loterie pocházejí z Římské říše, kde bohatým urozeným Římanům sloužily k pobavení hostů na oslavách Saturnálií (každý host dostal lístek, který něco vyhrával). První známou loterii, kde byly nabízeny losy ke koupi, organizoval Římský císař Augustus. Sloužila k opravám hlavního města Říma a vítězové obdrželi ceny ve formě předmětů nestejné hodnoty. První loterie s finančními výhrami organizovaly státy nizozemského regionu v 15. století, kde města organizovala loterie pro výstavbu městského opevnění a pomoci chudým. Kroniky měst Gent (Belgie), Utrecht (Nizozemí) a Bruggy (Belgie) naznačují, že takové loterie mohou být ještě starší. Později v 17. století šlo již v těchto místech o populární aktivitu nezatíženou daněmi. Nejstarší dosud běžící loterie je od roku 1726 holandská státní Staatsloterij. Anglické slovo lottery pochází z holandského lot, což znamená osud.
První italská loterie pochází z Milána z 9. ledna 1449, kdy z výtěžku financovala Ambrosiánská republika válku proti Benátské republice. Populární se však stala až loterie Lotto v Janově, kde se sázelo na kandidáty do Velkého koncilu (Great Council of Genoa), kde se dvakrát ročně náhodně losovalo 5 zástupců z celkem 90 členů koncilu. Protože lidé chtěli sázet častěji než dvakrát za rok, začali se jména kandidátů nahrazovat čísly, čímž vznikla moderní podoba loterie.
Francouzský král František I. Francouzský se s loterií seznámil při svém tažení do Itálie a rozhodl se v roce 1539 zorganizovat státní loterii, kterou chtěl využít pro financování státu. Protože cena losu byla vysoká, skončila loterie fiaskem a následujících 200 let byly loterie na francouzském území zakázány, v některých případech tolerovány.

## Definice pojmu v českém právu
Pojem "loterie" je definován v ustanovení § 18 zákona č. 186/2016 Sb., o hazardních hrách. Zákon rozeznává čtyři základní druhy loterií: číselná loterie, peněžitá loterie, věcná loterie a okamžitá loterie.
- Číselnou loterií se rozumí hazardní hra, u níž je výhra podmíněna uhodnutím určitého čísla, několika čísel, kombinace čísel nebo číselného pořadí. U číselné loterie není předem určen počet sázejících ani výše herní jistiny a výhra se vypočítá podle počtu výherců nebo úhrnné výše sázek předem stanoveným podílem, nebo se stanoví násobkem sázky podle toho, jak z omezeného počtu čísel tažených při slosování uhodl sázející herním plánem určený počet tažených čísel.
- Peněžitou a věcnou loterií se rozumí hazardní hra, u níž je výhra podmíněna vylosováním určitého losu. U peněžité a věcné loterie je provozovatelem vydán určitý počet losů s pořadovými čísly. Jsou-li losy rozděleny do několika sérií, musí každá série obsahovat stejný počet losů a každý los musí být označen vedle pořadového čísla i označením série. Prodejní cena losu každé loterie musí být stejná ve všech sériích. Do slosování se zahrnou všechny vydané losy.
- Okamžitou loterií se rozumí hazardní hra, u níž je výhra podmíněna výherní kombinací po setření zakryté části losu. U okamžité loterie se sázející na vyznačené, a až do doby koupě zakryté, části losu bezprostředně po jejím odkrytí dozví případnou výhru.

## Pravděpodobnost výhry
Šance na výhru v loterii ovlivňuje několik faktorů: celkový počet možných čísel, počet tažených čísel, zda je důležité i pořadí tažených čísel, zda se čísla po tahu vracejí zpět do osudí.
V populární loterii 6 ze 49 (např. Sportka) je v osudí 49 čísel, táhne se 6 čísel a jejich pořadí není důležité. Pravděpodobnost hlavní výhry je přibližně 1 ku 14 milionům (přesně 1 : 13 983 816). Pokud hráč bude hrát jednou týdně, pak může výhru očekávat průměrně jednou každých 13 983 816 týdnů (asi 269 000 let).
Nejvyšší výhra všech dob padla v dubnu 2012 v americké loterii Mega Millions, v přepočtu 12 miliard korun si rozdělili tři výherci. V Česku byla nejvyšší výhra dosažena v květnu 2015 ve hře Eurojackpot, kdy sázející z Pardubického kraje vyhrál 2,466 miliardy korun. Předtím byla rekordní výhra v ČR ta ze dne 3. 11. 2013, kdy si sázející z Chrudimska přilepšil díky hře Sportka o 400 milionů korun.

## Loterie v Československu

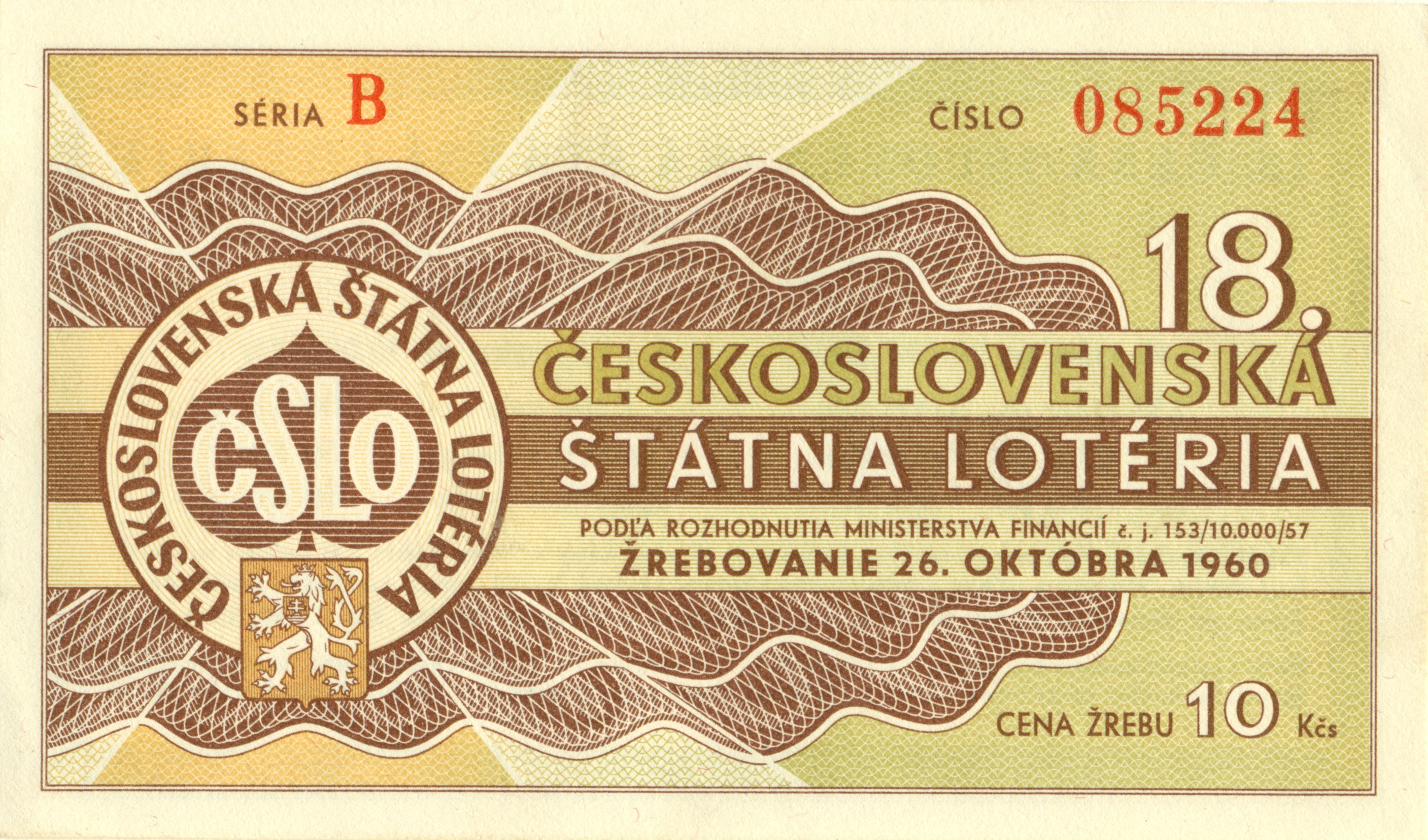
Československá loterie z roku 1960

### Československá státní loterie
Myšlenka zavést v Československu novou státní loterii počala být realizována v lednu 1957. Tiskem losů byla pověřena Státní tiskárna cenin v Praze. První losy byly prodávány obyvatelstvu od 20. března 1957. Veřejné slosování proběhlo v pondělí 10. června 1957 v sále Závodního klubu spojařů v Praze na Vinohradech.

#### Přehled jednotlivých emisí

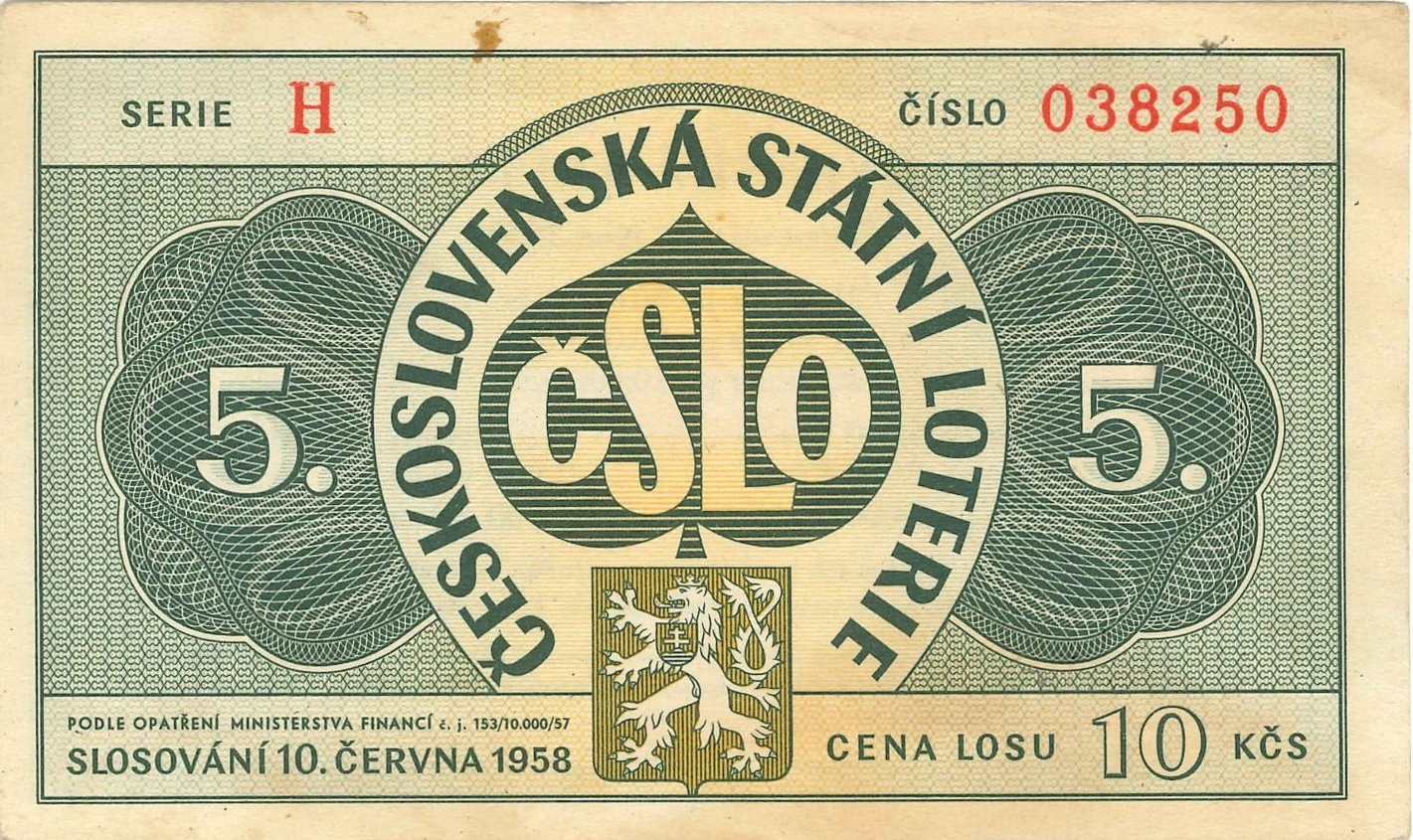
Československá loterie z roku 1958

Číslo emise – datum slosování – místo slosování – spolupořadatel
- 1. 10. 6. 1957 – Praha
- 2. 10. 9. 1957 – Praha
- 3. 10. 12. 1957 – Praha
- 4. 11. 3. 1958 – Bratislava
- 5. 10. 6. 1958 – Praha
- 6. 16. 9. 1958 – Praha
- 7. 4. 11. 1958 – Praha
- vánoční loterie 16. 12. 1958 – Praha
- 8. 18. 2. 1959 – Praha
- 9. 15. 4. 1959 – Žilina
- 10. 17. 6. 1959 – Praha
- 11. 26. 8. 1959 – Praha
- 12. 21. 10. 1959 – Praha
- 13. vánoční loterie 16. 12. 1959 – Praha
- 14. 17. 2. 1960 – Praha
- 15. 20. 4. 1960 – Košice

Herní plán výher: 16 prémií po 50 000 Kčs, 16 výher po 20 000 Kčs, 32 výher po 10 000 Kčs, 128 výher po 5 000 Kčs, 160 výher po 2 000 Kčs, 800 výher po 1 000 Kčs, 1 600 výher po 500 Kčs, 16 000 výher po 50 Kčs, 320 000 výher po 10 Kčs
- 16. 29. 6. 1960 – Praha
- 17. 31. 8. 1960 – Praha
- 18. 26. 10. 1960 – Praha
- 19. novoroční loterie 15. 12. 1960 – Praha
- 20. 22. 2. 1961 – Praha
- 21. 26. 4. 1961 – Praha
- 22. 21. 6. 1961 – Praha
- 23. 30. 8. 1961 – Praha
- 24. 25. 10. 1961 – Praha
- 25. 14. 12. 1961 – Praha
- 26. 21. 2. 1962 – Praha
- 27. 25. 4. 1962 – Praha
- 28. 20. 6. 1962 – Praha
- 29. 29. 8. 1962 – Praha
- 30. 24. 10. 1962 – Praha
- 31. 13. 12. 1962 – Praha
- 32. 20. 2. 1963 – Praha
- 33. 24. 4. 1963 – Praha
- 34. 26. 6. 1963 – Praha
- 35. 28. 8. 1963 – Praha
- 36. 23. 10. 1963 – Praha
- 37. 13. 12. 1963 – Praha
- 38. 20. 2. 1964 – Praha
- 39. 23. 4. 1964 – Praha
- 40. 18. 6. 1964 – Praha
- 41. 27. 8. 1964 – Praha
- 42. 22. 10. 1964 – Praha
- 43. 15. 12. 1964 – Praha
- 44. 25. 2. 1965 – Praha
- 45. 22. 4. 1965 – Praha
- 46. 24. 6. 1965 – Praha
- 47. 26. 8. 1965 – Praha
- 48. 15. 9. 1965 – Praha
- 49. 15. 10. 1965 – Praha
- 50. 15. 11. 1965 – Praha
- 51. 15. 12. 1965 – Praha
- 52. 15. 1. 1966 – Praha
- 53. 15. 2. 1966 – Praha
- 54. 15. 3. 1966 – Praha
- 55. 15. 4. 1966 – Praha
- 56. 16. 5. 1966 – Praha
- 57. 15. 6. 1966 – Košice
- 58. 15. 7. 1966 – Praha
- 59. 15. 8. 1966 – Praha
- 60. 15. 9. 1966 – Praha
- 61. 15. 10. 1966 – Brno
- 62. 15. 11. 1966 – Ostrava
- 63. 15. 12. 1966 – Praha

- 64. 16. 1. 1967 – Praha
- 65. 15. 2. 1967 – Praha
- 66. 15. 3. 1967 – Plzeň
- 67. 17. 4. 1967 – Olomouc
- 68. 15. 5. 1967 – Banská Bystrica

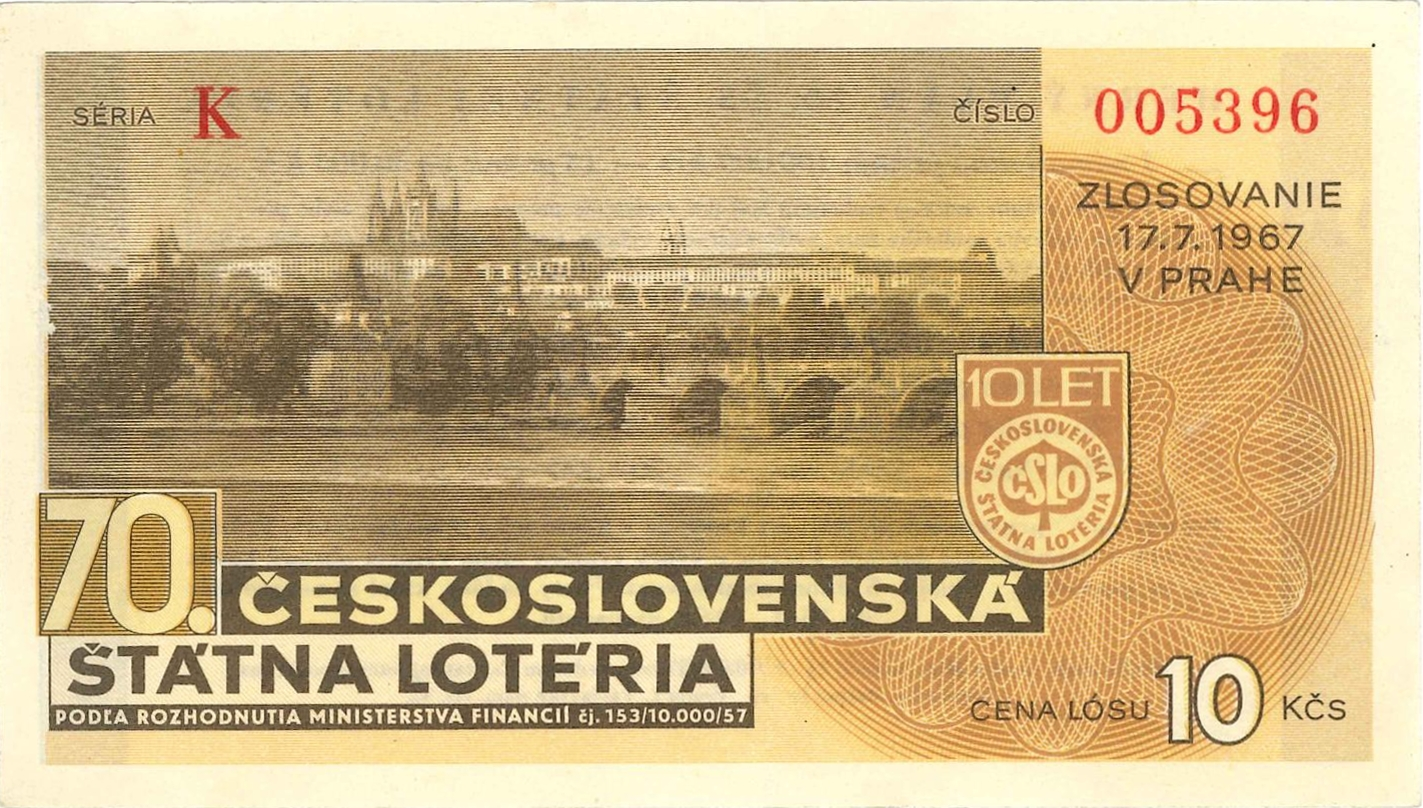
Československá loterie z roku 1967

- 69. jubilejní loterie 15. 6. 1967 – Brno
- 70. 17. 7. 1967 – Praha
- 71. 15. 8. 1967 – Praha
- 72. 15. 9. 1967 – Košice
- 73. 16. 10. 1967 – Liberec
- 74. 15. 11. 1967 – České Budějovice
- 75. 15. 12. 1967 – Praha
- 76. 15. 1. 1968 – Praha
- 77. 15. 2. 1968 – Roudnice
- 78. 15. 3. 1968 – Znojmo
- 79. 16. 4. 1968 – Strakonice
- 80. 15. 5. 1968 – Martin
- 81. 17. 6. 1968 – Hradec Králové
- 82. 16. 7. 1968 – Karlovy Vary
- 83. 15. 8. 1968 – Jablonec nad Nisou
- 84. 17. 9. 1968 – Trnava
- 85. 15. 10. 1968 – Košice
- 86. 15. 11. 1968 – Ostrava
- 87. 17. 12. 1968 – Praha
- 88. 15. 1. 1969 – Brušperk
- 89. 18. 2. 1969 – Ostrava
- 90. 18. 3. 1969 – Příbram
- 91. 15. 4. 1969 – Zvolen
- 92. 15. 5. 1969 – Brno
- 93. 17. 6. 1969 – Teplice
- 94. 15. 7. 1969 – Plzeň
- 95. 15. 8. 1969 – Humpolec
- 96. 16. 9. 1969 – Kežmarok
- 97. 15. 10. 1969 – Náchod
- Velká Československá státní loterie 15. 10. 1969 – Náchod
- 98. 18. 11. 1969 – Trenčín
- Velká československá státní loterie 18. 11. 1969 – Trenčín
- 99. 16. 12. 1969 – Moravská Třebová
- Velká Československá státní loterie 16. 12. 1969 – Moravská Třebová
- 100. 15. 1. 1970 – Špindlerův Mlýn
- Velká Československá státní loterie 15. 1. 1970 – Špindlerův Mlýn
- 101. 17. 2. 1970 – Kladno
- Velká československá státní loterie 17. 2. 1970 – Kladno
- 102. 17. 3. 1970 – Tábor
- Velká Československá státní loterie 17. 3. 1970 – Tábor
- 103. 15. 4. 1970 – Opava
- Velká Československá státní loterie 15. 4. 1970 – Opava
- 104. 15. 5. 1970 – Nižná n. O.
- Velká Československá státní loterie 15. 5. 1970 – Nižná n. O.
- 105. 16. 6. 1970 – Český Krumlov
- 106. 15. 7. 1970 – Mladá Boleslav
- 107. 18. 8. 1970 – Žilina
- 108. 16. 9. 1970 – Jihlava
- 109. 15. 10. 1970 – Nové Zámky
- 109. s kupónem 15. 10. 1970 – Nové Zámky
- 110. 18. 11. 1970 – Turnov
- 110. s kupónem 18. 11. 1970 – Turnov
- 111. 16. 12. 1970 – Děčín
- 111. s kupónem 16. 12. 1970 – Děčín
- Velká vánoční Československá státní loterie 22. 12. 1970 – Praha
- 112. 15. 1. 1971 – Přerov
- 112. s kupónem 15. 1. 1971 – Přerov
- 113. 17. 2. 1971 – Ostrava Zábřeh
- 113. s kupónem 17. 2. 1971 – Ostrava Zábřeh
- 114. 17. 3. 1971 – Nitra
- 114. s kupónem 17. 3. 1971 – Nitra
- 115. 15. 4. 1971 – Chomutov
- 115. s kupónem 15. 4. 1971 – Chomutov
- 116. 19. 5. 1971 – Ružomberok
- 116. s kupónem 19. 5. 1971 – Ružomberok
- 117. 18. 6. 1971 – Kolín
- 117. s kupónem 18. 6. 1971 – Kolín
- 118. 14. 7. 1971 – Dvůr Králové nad Labem
- 118. s kupónem 14. 7. 1971 – Dvůr Králové nad Labem
- 119. 18. 8. 1971 – Prachatice
- 119. s kupónem 18. 8. 1971 – Prachatice
- 120. 15. 9. 1971 – Liberec
- 120. s kupónem 15. 9. 1971 – Liberec
- 121. 15. 10. 1971 – Lanškroun
- 121. s kupónem 15. 10. 1971 – Lanškroun
- 122. 17. 11. 1971 – Bratislava
- 122. s kupónem 17. 11. 1971 – Bratislava
- 123. 15. 12. 1971 – Žďár nad Sázavou
- 123 s kupónem 15. 12. 1971 – Žďár nad Sázavou
- Velká vánoční Československá státní loterie 22. 12. 1971 – Praha
- 124. 19. 1. 1972 – Ústí nad Labem
- 124. s kupónem 19. 1. 1972 – Ústí nad Labem
- 125. 16. 2. 1972 – Zl. Moravce
- 125. s kupónem 16. 2. 1972 – Zl. Moravce
- 126. 15. 3. 1972 – Beroun
- 126. s kupónem 15. 3. 1972 – Beroun
- 127. 19. 4. 1972 – Bardejov
- 127. s kupónem 19. 4. 1972 – Bardejov
- 128. 17. 5. 1972 – Ostrava Vítkovice
- 128. s kupónem 17. 5. 1972 – Ostrava Vítkovice
- 129. 15. 6. 1972 – Skuteč
- 129. s kupónem 15. 6. 1972 – Skuteč
- Jubilejní Československá státní loterie – 15 let automobilové závody n. p. Mladá Boleslav 29. 6. 1972 – Mladá Boleslav
- 130. 19. 7. 1972 – Plzeň
- 130 s kupónem 19. 7. 1972 – Plzeň
- 131. 16. 8. 1972 – Poděbrady
- 131. s kupónem 16. 8. 1972 – Poděbrady
- 132. 15. 9. 1972 – Třinec
- 132. s kupónem 15. 9. 1972 – Třinec
- 133. 18. 10. 1972 – Nové Město
- 133. s kupónem 18. 10. 1972 – Nové Město
- 134. 15. 11. 1972 – Považská Bystrica
- 134. s kupónem 15. 11. 1972 – Považská Bystrica
- 135. 7. 12. 1972 – Gottwaldov
- 135. s kupónem 7. 12. 1972 – Gottwaldov
- Vánoční Československá státní loterie 22. 12. 1972 – Praha
- 136. 17. 1. 1973 – Bystřice
- 136. s kupónem 17. 1. 1973 – Bystřice
- 137. 15. 2. 1973 – Ostrava
- 137. a kupónem 15. 2. 1973 – Ostrava
- 138. 15. 3. 1973 – Příbram
- 138. s kupónem 15. 3. 1973 – Příbram
- 139. 18. 4. 1973 – Olomouc
- 139. s kupónem 18. 4. 1973 – Olomouc
- 140. 17. 5. 1973 – Rakovník
- 140. s kupónem 17. 5. 1973 – Rakovník
- 141. 13. 6. 1973 – Jaroměř
- 141. s kupónem 13. 6. 1973 – Jaroměř
- Mimořádná letní Československá státní loterie 27. 6. 1973 – Karlovy Vary
- 142. 18. 7. 1973 – Prievidza
- 142. s kupónem 18. 7. 1973 – Prievidza
- 143. 16. 8. 1973 – Humenné
- 143. s kupónem 16. 8. 1973 – Humenné
- 144. 19. 9. 1973 – Most
- 144. s kupónem 19. 9. 1973 – Most
- 145. 17. 10. 1973 – Komárno
- 145. s kupónem 17. 10. 1973 – Komárno
- 146. 15. 11. 1973 – Semily
- 146. s kupónem 15. 11. 1973 – Semily
- 147. 6. 12. 1973 Březová
- 147. s kupónem 6. 12. 1973 Březová
- Vánoční loterie 20. 12. 1973 – Praha
- 148. 16. 1. 1974 – Teplice
- 149. 20. 2. 1974 – Prostějov
- 150. 20. 3. 1974 – Opava
- 151. 17. 4. 1974 – Vimperk
- 152. 15. 5. 1974 – Pardubice
- Mimořádná letní loterie 30. 5. 1974 – Praha
- 153. 19. 6. 1974 – Beroun
- 154. 17. 7. 1974 – Prešov
- 155. 15. 8. 1974 – Liptovský Mikuláš
- 156. 18. 9. 1974 – Brno
- 157. 16. 10. 1974 – Strakonice
- 158. 14. 11. 1974 – Ostrava Kunč.
- 159. 5. 12. 1974 – Rychnov nad Kněžnou
- Vánoční loterie 20. 12. 1974 – Praha
- 160. 15. 1. 1975 – Planá nad Lužnicí
- 161. 19. 2. 1975 – Litomyšl
- 162. 19. 3. 1975 – Třebíč
- 163. 17. 4. 1975 – Lučenec
- 164. 15. 5. 1975 – Plzeň
- Mimořádná letní loterie 29. 5. 1975 – Nový Jičín
- 165. 18. 6. 1975 – Mikulov
- 166. 17. 7. 1975 – Michalovce
- 167. 20. 8. 1975 – Nymburk
- 168. 11. 9. 1975 – Chrudim
- Mimořádná Československá státní loterie 25. 9. 1975 – Mladá Boleslav
- 169. 15. 10. 1975 – Nové Zámky
- Mimořádná Československá státní loterie 30. 10. 1975 – Kyjov
- 170. 12. 11. 1975 – Písek
- 171. 3. 12. 1975 – Frýdek Místek
- Vánoční loterie – Blanické strojírny, národní podnik, Vlašim 18. 12. 1975 – Vlašim
- 172. 15. 1. 1976 – Boskovice
- 173. 18. 2. 1976 – Rožnov pod Radhoštěm
- 174. 17. 3. 1976 – Vráble
- Mimořádná Československá státní loterie – 30 let národního podniku TOSTA Aš 1946-1976 31. 3. 1976 – Aš
- 175. 15. 4. 1976 – Beroun
- 176. 12. 5. 1976 – Liberec
- Mimořádná Československá státní loterie 27. 5. 1976 – Orlová
- 177. 16. 6. 1976 – Kladno
- 178. 15. 7. 1976 – Chropyně
- 179. 18. 8. 1976 – Hradec Králové
- 180. 15. 9. 1976 – Havlíčkův Brod
- Mimořádná Československá státní loterie – 25 let NOVÉ HUTĚ, n. p. Ostrava 1951-1976 30. 9. 1976 – Ostrava
- 181. 14. 10. 1976 – Čadca
- 182. 11. 11. 1976 – Jihlava
- 183. 2. 12. 1976 – Kdyně
- Vánoční loterie Československá státní loterie – 120. výročí založení národního podniku Spolek pro chemickou a hutní výrobu, Ústí nad Labem, nositel Řádu práce 23. 12. 1976 – Ústí nad Labem
- 184. 19. 1. 1977 – Náchod
- 185. 16. 2. 1977 – Svit
- 186. 16. 3. 1977 – Štětí
- Mimořádná Československá státní loterie 30. 3. 1977 – Strakonice
- 187. 20. 4. 1977 – Olomouc
- 188. 11. 5. 1977 – Hrádek
- Jubilejní Československá státní loterie 25. 5. 1977 – Šumperk
- 189. 15. 6. 1977 – Uherské Hradiště
- 190. 13. 7. 1977 – Topoľčianky
- 191. 17. 8. 1977 – Karlovy Vary
- 192. 14. 9. 1977 – Kostelec
- Mimořádná Československá státní loterie 28. 9. 1977 – Prostějov
- 193. 19. 10. 1977 – Dobříš
- Mimořádná Československá státní loterie s rozšířeným herním plánem o zájezdy do Sovětského svazu 2. 11. 1977 Práče
- 194. 16. 11. 1977 – Louny
- 195. 7. 12. 1977 – Prachatice
- Vánoční Československá státní loterie 21. 12. 1977 – Neratovice
- 196. 18. 1. 1978 – Revúca
- 197. 17. 2. 1978 – Vyškov
- 198. 15. 3. 1978 – Bohumín
- Mimořádná Československá státní loterie 29. 3. 1978 – Sázava
- 199. 19. 4. 1978 – Nitra
- 200. 17. 5. 1978 – Klatovy
- Mimořádná Československá státní loterie 31. 5. 1978 – Kuřim
- 201. 14. 6. 1978 – Ostrava
- 202. 21. 7. 1978 – Liberec
- 203. 16. 8. 1978 – Rimavská Sobota
- 204. 13. 9. 1978 – Havlíčkův Brod
- Mimořádná Československá státní loterie 27. 9. 1978 – Litoměřice
- 205. 18. 10. 1978 – Jindřichův Hradec
- Mimořádná Československá státní loterie 1. 11. 1978 – Moravské Budějovice
- 206. 15. 11. 1978 – Milevsko
- 207. 6. 12. 1978 – Zruč nad Sázavou
- Vánoční loterie 20. 12. 1978 – Plzeň
- 208. 11. 1. 1978 – Louny
- Mimořádná Československá státní loterie 1. 2. 1979 – Gottwaldov
- 209. 21. 2. 1979 – Budyně
- 210. 13. 3. 1979 – Rokycany
- 211. 4. 4. 1979 – Vamberk
- Mimořádná Československá státní loterie 26. 4. 1979 – Hranice
- 212. 16. 5. 1979 – Jihlava
- 213. 6. 6. 1979 – Olomouc
- 214. 26. 6. 1979 – Brezno
- 215. 18. 7. 1979 – Bílovec
- 216. 8. 8. 1979 – Trenčín
- Mimořádná Československá státní loterie 29. 8. 1979 – Blatná
- 217. 19. 9. 1979 – Spišská Nová Ves
- 218. 11. 10. 1979 – Pardubice
- Mimořádná Československá státní loterie 1. 11. 1979 – Větřní
- 219. 22. 11. 1979 – Sokolov
- Mimořádná Československá státní loterie 6. 12. 1979 – Praha
- Vánoční Československá státní loterie 20. 12. 1979 – Beroun
- 220. 17. 1. 1980 – Děčín
- 221. 21. 2. 1980 – Vlašim
- 222. 20. 3. 1980 – Jevíčko
- Mimořádná Československá státní loterie – Vrbno pod Pradědem
- 223. 29. 4. 1980 – Bratislava
- 224. 22. 5. 1980 – Karlovy Vary
- 225. 19. 6. 1980 – Dvůr Králové nad Labem
- 226. 17. 7. 1980 – Kremnice
- 227. 21. 8. 1980 – Roudnice
- 228. 4. 9. 1980 – České Budějovice
- Mimořádná Československá státní loterie – Příbram
- 229. 16. 10. 1980 – Nové Zámky
- 230. 20. 11. 1980 – Písek
- 231. 4. 12. 1980 – Prostějov
- Vánoční Československá státní loterie – Klatovy
- 232. 15. 1. 1981 – Příbram
- 233. 19. 2. 1981 – Jablonec
- Mimořádná Československá státní loterie 5. 3. 1981 – Humpolec
- 234. 26. 3. 1981 – Nitra
- 235. 16. 4. 1981 – Roudnice
- 236. 14. 5. 1981 – Ústí nad Orlicí
- Mimořádná Československá státní loterie 28. 5. 1981 – Kolín
- 237. 18. 6. 1981 – Břeclav
- 238. 16. 7. 1981 – Trnava
- 239. 27. 8. 1981 – Trebišov
- 240. 17. 9. 1981 – Karviná
- 241. 15. 10. 1981 – Turnov
- 242. 12. 11. 1981 – Děčín
- 243. 3. 12. 1981 – Cheb
- Vánoční Československá státní loterie 22. 12. 1981 – Praha
- 244. 21. 1. 1982 – Praha 9, ČSAD 01 Praha Klíčov
- 245. 18. 2. 1982 – Strakonice, Fezko, n. p., Strakonice, nositel Řádu práce
- 246. 18. 3. 1982 – Kroměříž, PAL-Magneron, n. p., Kroměříž, nositel Řádu práce
- 247. 15. 4. 1982 – Hořovice, Jednota, spotřební družstvo, Hořovice
- 248. 13. 5. 1982 – Hlinsko, Elektro-Praga Hlinsko, n. p.
- 249. 24. 6. 1982 – Levice, Bavlnárske závody V. I. Lenina, Levice
- 250. 22. 7. 1982 – Liptovský Mikuláš. Stredoslovenské konzervárne a liehovary Liptovský Mikuláš
- 251. 19. 8. 1982 – Karlovy Vary – Dvory, Karlovarské sklo n. p. Karlovy Vary-Dvory, nositel Řádu práce
- 252. 16. 9. 1982 – Frýdek-Místek, Slezan n. p. bavlnářské závody Frýdek-Místek, nositel Řádu práce
- 253. 14. 10. 1982 – Kostelec nad Orlicí, Jednota spotřební družstvo v Kostelci nad Orlicí
- 254. 11. 11. 1982 – Blansko, Metra Blansko koncernový podnik nositel Řádu práce
- 255. 2. 12. 1982 – Vratislavice, Bytex n. p., nositel Řádu práce
- 256. 20. 1. 1983 – Náchod, Závod silnoproudé elektrotechniky MEZ Náchod,koncernový podnik
- 257. 17. 2. 1983 – Dubí u Teplic, Karlovarský porcelán, o. p., závod 13 Dubí, nositel vyznamenání Za zásluhy o výstavbu
- 258. 17. 3. 1983 – Dačice, KOH-I-NOOR Hardtmuth n. p. závod 07-Dačice
- 259. 21. 4. 1983 – Týnec nad Sázavou, Jawa národní podnik, Týnec nad Sázavou
- 260. 12. 5. 1983 – Brno, ZVL – Výzkumný ústav pro valivá ložiska Brno, nositel Řádu práce
- 261. 16. 6. 1983 – Přerov, ZVS Meopta Přerov, koncernový podnik, nositel Řádu práce
- 262. 21. 7. 1983 – Galanta, Okresný priemyselný podnik Galanta, nositeľ vyznamenania Za zásluhy o výstavbu
- 263. 18. 8. 1983 – Košice, Slovenské magnezitové závody, n. p., Košice, nositeľ Radu práce
- 264. 15. 9. 1983 – Koloveč, Chodské pletárny, výrobní družstvo Koloveč, nositel vyznamenání Za zásluhy o výstavbu
- 265. 13. 10. 1983 – Pardubice, Tesla Pardubice,koncernový podnik, nositel Řádu práce
- 266. 10. 11. 1983 – Šternberk, Chronotechna koncernový podnik nositel Řádu práce Šternberk
- 267. 1. 12. 1983 – Znojmo-Strachotice, Státní statek ve Znojmě, národní podnik
- 268. 19. 1. 1984 – Podbořany, Jednota, spotřební družstvo Podbořany, nositel vyznamenání Za zásluhy o výstavbu
- 269. 16. 2. 1984 – Hradec Králové, Módní dům DON podniku Oděvy Hradec Králové
- 270. 15. 3. 1984 – Ostrava-Martinov, Severomoravský průmysl masný, k. p., Ostrava-Martinov, podnik 30. výročí Slovenského národního povstání
- 271. 19. 4. 1984 – Lanškroun, Východočeské papírny, národní podnik, nositel státního vyznamenání Za vynikající práci a Podnik socialistické práce
- 272. 17. 5. 1984 – Květná, Moravské sklárny, závod Květná u Uherského Brodu, národní podnik
- 273. 14. 6. 1984 – Poděbrady, Československé státní lázně Poděbrady
- 274. 12. 7. 1984 – Vranov nad Topľou, Bukóza národný podnik, Vranov nad Topľou
- 275. 9. 8. 1984 – Partizánske, Závody 29. augusta n. p. nositeľ Radu republiky, Partizánske
- 276. 6. 9. 1984 – České Budějovice, Výstavnictví zemědělství a výživy České Budějovice
- 277. 11. 10. 1984 – Nový Jičín, Autopal Nový Jičín národní podnik, nositel Řádu práce
- 278. 8. 11. 1984 – Žďár nad Sázavou Tokoz národní podnik, nositel Řádu práce Žďár nad Sázavou
- 279. 4. 12. 1984 – Praha Čedok, trust podniků cestovního ruchu
- 280. 17. 1. 1985 – Ledeč nad Sázavou Továrny strojírenské techniky k. p. Kovofiniš, Ledeč nad Sázavou, výrobce zařízení pro povrchové úpravy
- 281. 21. 2. 1985 – Napajedla Fatra,národní podnik, Napajedla, nositel Řádu práce
- 282. 21. 3. 1985 – Příbram Hamiro, národní podnik, Příbram, nositel vyznamenání Za vynikající práci
- 283. 18. 4. 1985 – Choceň Orličan, národní podnik, Choceň, nositel Řádu práce
- 284. 23. 5. 1985 – Votice Tesla Strašnice k. p., závod Votice, závod 20. výročí SNP
- 285. 13. 6. 1985 – Nový Bor Crystalex, oborový podnik Nový Bor
- 286. 18. 7. 1985 – Český Těšín Restaurace Karviná se sídlem v Českém Těšíně, podnik státního obchodu
- 287. 22. 8. 1985 – Mariánské Lázně Karna, podnik místního průmyslu Mariánské Lázně, nositel vyznamenání Za zásluhy o výstavbu
- 288. 19. 9. 1985 – Veselí nad Moravou Železárny Veselí nad Moravou, národní podnik, podnik Socialistické práce
- 289. 17. 10. 1985 – Stará Turá Chirana, koncernový podnik, Stará Turá, nositeľ Radu práce
- 290. 14. 11. 1985 – Zvolen Stredoslovenské mliekárne n. p. Zvolen, nositeľ vyznamenania Za zásluhy o výstavbu
- 291. 23. 1. 1986 – Vyškov Rostex, národní podnik, Vyškov, nositel Řádu práce
- 292. 20. 2. 1986 – Humpolec Sukno, národní podnik, Humpolec, nositel Řádu práce
- 293. 20. 3. 1986 – Frýdek-Místek Jednota, spotřební družstvo, Frýdek-Místek, družstvo 50. výročí vzniku KSČ
- 294. 17. 4. 1986 – Příbram Elko, výrobní družstvo, Nový Knín
- 295. 22. 5. 1986 – Žilina Drevársky a nábytkársky priemysel, generálne riaditeľstvo Žilina
- 296. 19. 6. 1986 – Odry Optimit, národní podnik Odry, nositel Řádu práce
- 297. 24. 7. 1986 – Rokycany Kovohutě Gustava Klimenta n. p. Rokycany, nositel Řádu práce
- 298. 28. 8. 1986 – Žďár nad Sázavou Vítkovice – Žďárské strojírny a slévárny k. p. Žďár nad Sázavou, nositel Řádu práce
- 299. 18. 9. 1986 – Litvínov Chemopetrol k. p., Chemické závody ČSSP Litvínov, nositel Řádu republiky a Řádu práce
- 300. 23. 10. 1986 – Modra Slovenská ľudová majolika, ľuvd, Modra, nositeľ Radu práce
- 301. 13. 11. 1986 – Liberec Textilana n. p. závody V. Kopeckého, Liberec, nositel Řádu práce
- 302. 2. 12. 1986 – Lubná Jednotné zemědělské družstvo "Osvobození" Lubná, okres Svitavy
- 303. 22. 1. 1987 – Kraslice Krajka n. p. Kraslice, nositel vyznamenání Za vynikající práci
- 304. 19. 2. 1987 – Bratislava Strojsmalt obchodno-servisný podnik Bratislava
- 305. 19. 3. 1987 – Třešť Vývoj, oděvní družstvo v Třešti
- 306. 16. 4. 1987 – Olomouc Sigma koncern, generální ředitelství Olomouc
- 307. 14. 5. 1987 – Ústí nad Labem Textilana, národní podnik závod 03 Vlnola Ústí nad Labem
- 308. 18. 6. 1987 – Mladá Vožice Koh-i-noor, n. p. Praha, nositel Řádu práce, závod 03 Mladá Vožice
- 309. 23. 7. 1987 – Košice Východoslovenské hydinárske závody k. p. závod 01 Košice, nositeľ štátneho vyznamenania Za vynikajúcu prácu
- 310. 20. 8. 1987 – Česká Skalice Tiba, národní podnik, bavlnářské závody Dvůr Králové nad Labem, závod 03 Česká Skalice
- 311. 17. 9. 1987 – Myjava Slovenská armatúrka Myjava, národný podnik, Myjava, nositeľ Radu práce
- 312. 22. 10. 1987 – Prostějov-Krasice Gala, národní podnik, Prostějov-Krasice, nositel vyznamenání Za vynikající práci
- 313. 26. 11. 1987 – Havířov OKR-Důl prezident Gottwald,koncernová podnik Havířov, nositel Řádu práce, podnik socialistické práce

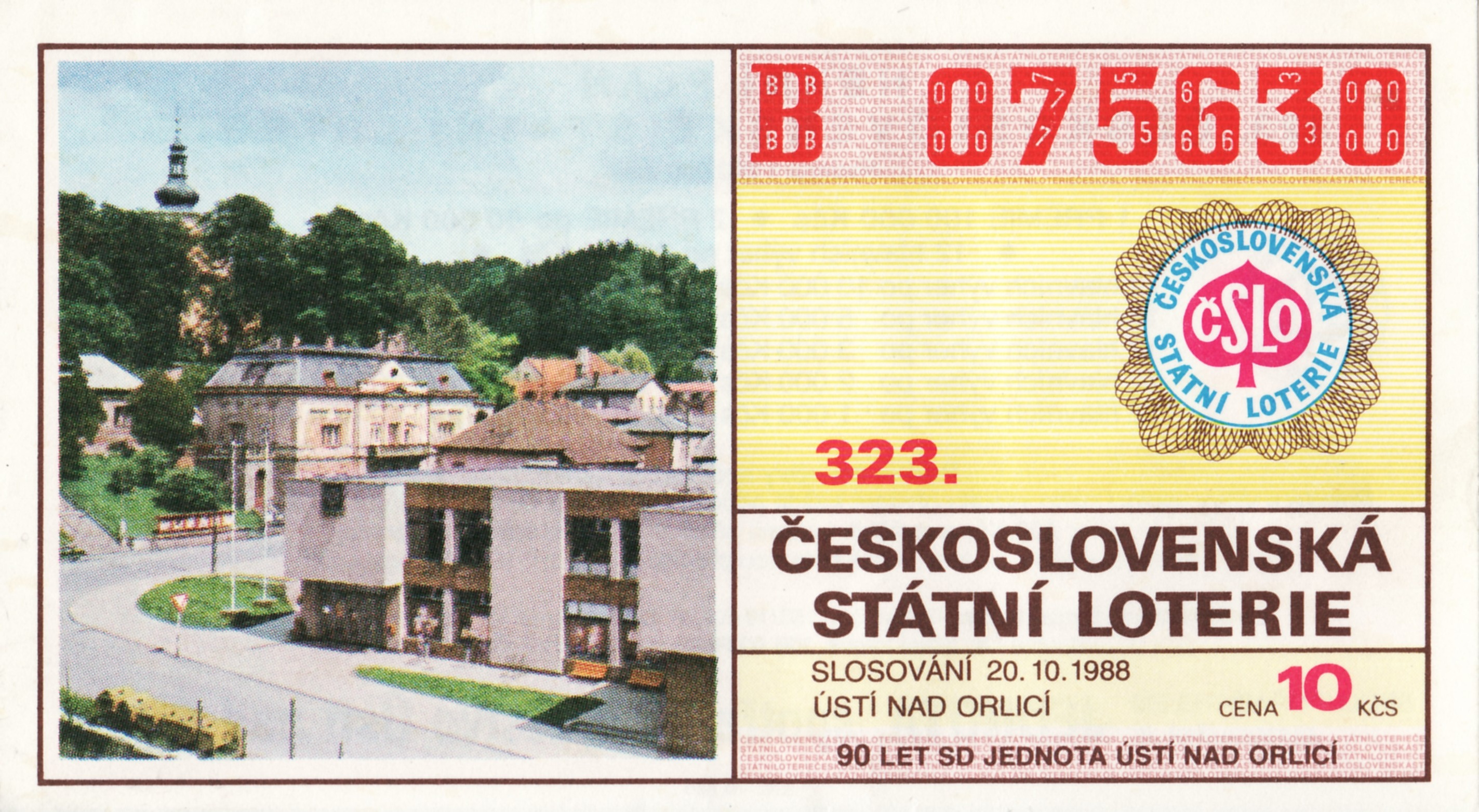
Československá státní loterie z roku 1988

- 314. 21. 1. 1988 – Žirovnice Knoflíkářský průmysl, národní podnik Žirovnice, podnik XII. sjezdu KSČ a nositel Řádu práce
- 315. 18. 2. 1988 – Blansko Oblastní podnik komunálních služeb Blansko
- 316. 17. 3. 1988 – Beroun Tiba, národní podnik, závod 02 Beroun, závod Socialistické práce
- 317. 21. 4. 1988 – Svitavy Továrny strojírenské techniky, k. p. TOS Svitavy, nositel vyznamenání Za zásluhy o výstavbu
- 318. 19. 5. 1988 – Nejdek Přádelny česané příze n. p. Nejdek
- 319. 16. 6. 1988 – Jablonec nad Nisou Severočeské výstavy, výstavní zařízení, mezinárodní výstavy, Jablonec nad Nisou
- 320. 14. 7. 1988 – Revúca Lykové textilné závody, národní podnik, závod Revúca
- 321. 18. 8. 1988 – Uherské Hradiště Jihomoravské pivovary, k. p. Brno, závod 02 Uherské Hradiště – Jarošov, závod VIII. Všeodborového sjezdu
- 322. 22. 9. 1988 – Jeseník RD Jeseník n. p., nositel Řádu práce a státního vyznamenání Za zásluhy o výstavbu
- 323. 20. 10. 1988 – Ústí nad Orlicí Jednota, spotřební družstvo Ústí nad Orlicí
- 324. 17. 11. 1988 – Sereď Pečivárne a kávoviny, koncernový podnik Sereď
- 325. 26. 1. 1989 – Hradec Králové Fotochema, výrobní podnik Hradec Králové
- 326. 23. 2. 1989 – Ostrava Budoucnost Ostrava, spotřební družstvo, nositel Řádu práce
- 327. 23. 3. 1989 – Praha Obchodní dům Bílá Labuť Praha, nositel Řádu práce
- 328. 20. 4. 1989 – Přerov Chemopetrol, k. p., Přerovské chemické závody Přerov
- 329. 18. 5. 1989 – Partizánske závody 29. Augusta, štátny podnik Partizánske, nositeľ Radu republiky a Radu práce
- 330. 22. 6. 1989 – Kladno Prior, obchodní dům Kladno
- 331. 20. 7. 1989 – Znojmo Fruta Brno, závod 1 Znojmo, závod Československo-sovětského přátelství
- 332. 24. 8. 1989 – České Budějovice Výstavnictví zemědělství a výživy České Budějovice
- 333. 21. 9. 1989 – Litoměřice Severočeské výstavy "Zahrada Čech" Litoměřice
- 334. 19. 10. 1989 – Draženov Jednotné zemědělské družstvo Budovatel Draženov
- 335. 23. 11. 1989 – Turany Drevina štátny podnik Turay, nositeľ Radu práce
- 336. 25. 1. 1990 – Třinec Třinecké železárny VŘSR, státní podnik, podnik socialistické práce

Herní plán výher: 1 prémie 250 000 Kčs, 12 hlavních výher po 100 000 Kčs, 12 hlavních výher po 50 000 Kčs, 12 hlavních výher po 20 000 Kčs, 12 hlavních výher po 10 000 Kčs, 60 hlavních výher po 5 000 Kčs, 360 výher po 1 000 Kčs, 4 800 výher po 100 Kčs, 240 000 výher po 10 Kčs
- 337. 22. 2. 1990 – Vlašim Blanické strojírny Sellier & Bellot, státní podnik,nositel Řádu práce a Řádu vítězného února
- 338. 22. 3. 1990 – Holešov Styl, výrobní družstvo Holešov
- 339. 19. 4. 1990 – Plzeň Západočeské truhlářské družstvo Plzeň, nositel vyznamenání Za vynikající práci
- 340. 17. 5. 1990 – Kopřivnice Tatra, kombinát Kopřivnice
- 341. 21. 6. 1990 – Námestovo Makyta, závod Námestovo
- 342. 26. 7. 1990 – Liberec Liberecké výstavní trhy
- 343. 23. 8. 1990 – Třebíč Oděva, výrobní družstvo Třebíč
- 344. 20. 9. 1990 – Tábor Jiskra, státní podnik Tábor
- 345. 18. 10. 1990 – Trnava Tatrachema VD Trnava
- 346. 15. 11. 1990 – Turnov Granát družstvo umělecké výroby Turnov

Změna vzhledu losů – namísto vyobrazení spolupořádajících podniků jsou na čelní straně losů podobizny slavných osobností Československých dějin. Změna herního plánu výher: 1 prémie 300 000 Kčs, 3 hlavní výhry po 100 000 Kčs, 6 hlavních výher po 50 000 Kčs, 12 hlavních výher po 20 000 Kčs, 12 hlavních výher po 10 000 Kčs,60 hlavních výher po 5 000 Kčs, 240 výher po 1 000 Kčs,
12 000 výher po 100 Kčs, 12 000 výher po 100 Kčs, 12 000 výher po 50 Kčs, 240 000 výher po 10 Kčs
- 347. 24. 1. 1991 – Košice Matej Bel
- 348. 21. 2. 1991 – Jesenev okr. Prostějov Jiří Wolker
- 349. 21. 3. 1991 – Valašské Meziříčí Leoš Janáček
- 350. 25. 4. 1991 – Banská Bystrica Štefan Moyses
- 351. 23. 5. 1991 – Letohrad Alois Jirásek OEZ Letohrad, státní podnik

Podle rozhodnutí ministerstva financí čj. 153/20 736/1990 byla vedením Československé státní loterie pověřena Správa Československé státní loterie, 106 00 Praha 10, Ostružinová 3/2936.
- 352. 20. 6. 1991 – Boskovice Josef Božek
- 353. 25. 7. 1991 – Luhačovice Josef Ressel
- 354. 22. 8. 1991 – Lysá nad Labem J. E. Purkyně
- 355. 26. 9. 1991 – Topoľčany Ján Cikker
- 356. 24. 10. 1991 – Bratislava M. R. Štefánik
- 357. 21. 11. 1991 – Karviná Petr Bezruč
- 358. 23. 1. 1992 – Děčín soukromá firma Ekostav Děčín

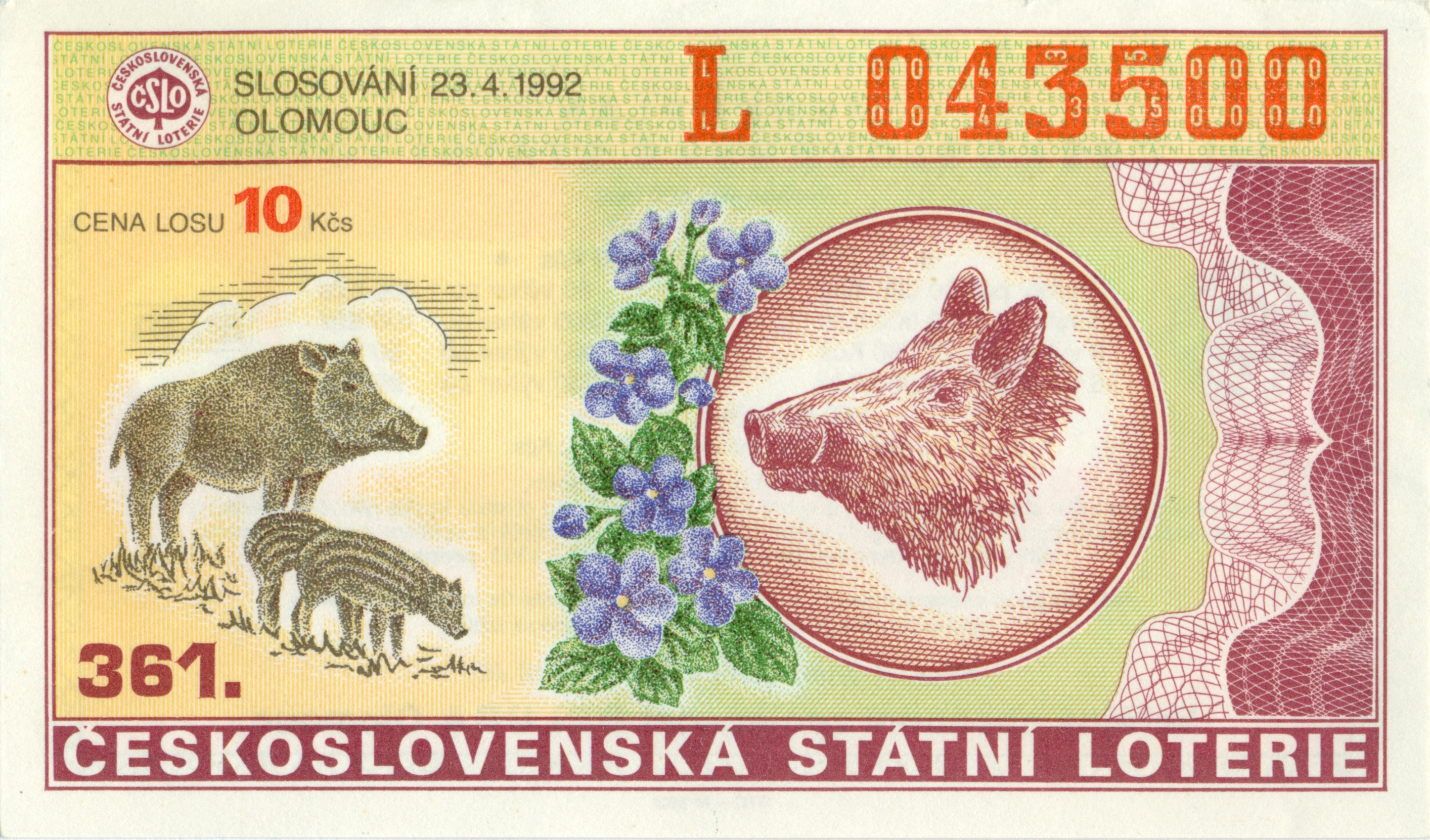
Československá státní loterie r. 1992

Změna vzhledu přední části – vyobrazení živočichů, byl snížen náklad na 800 000 kusů losů. Změna herního plánu výher: 1 prémie
1 000 000 Kčs, 2 výhry po 100 000 Kčs, 4 výhry po 50 000 Kčs, 8 výher po 10 000 Kčs, 16 výher po 5 000 Kčs, 80 výher po 1 000 Kčs, 3200 výher po 100 Kčs, 8 000 výher po 50 Kčs, 32 000 výher po 20 Kčs, 160 000 výher po 10 Kčs celkem 203 311 výher za 4 600 000 Kčs. Velikost losů: 120 × 70 mm.
- 359. 20. 2. 1992 – Pelhřimov Spojené kartáčovny, akciová společnost Pelhřimov
- 360. 19. 3. 1992 – Nivnice Obecní úřad – rodiště J. A. Komenského
- 361. 23. 4. 1992 – Olomouc Veřejná obchodní společnost BELURA Olomouc
- 362. 21. 5. 1992 – Bratislava Slovenská štátna sporiteľna
- 363. 18. 6. 1992 – Český Krumlov Městský úřad Český Krumlov
- 364. 24. 9. 1992 – Topoľčianky Fotosvet spol. s. r. o. Skýcov okr. NItra
- 365. 22. 10. 1992 – Plzeň Plzeňské pivovary a. s. Plzeň
- 366. 19. 11. 1992 – Povrly Kovohutě státní podnik Povrly

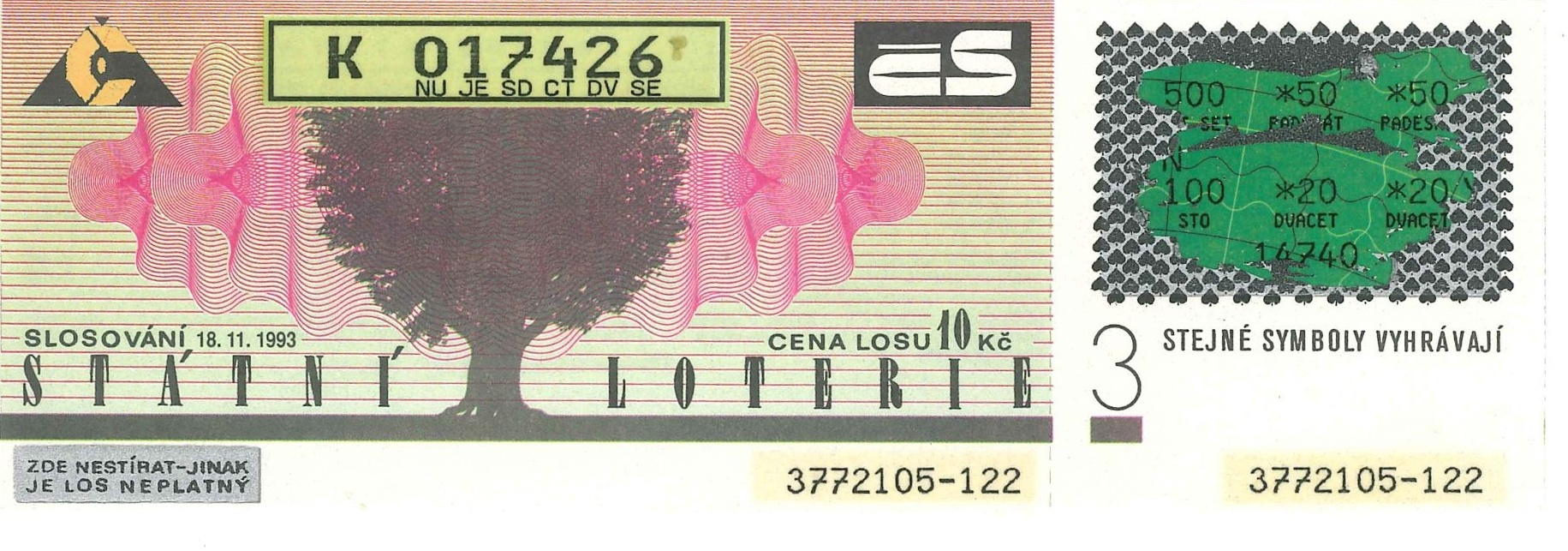
Státní loterie r. 1993

V roce 1992 bylo ukončeno vydávání Československé státní loterie.

### Věcná loterie
Ke dni Československých železničářů 1982

pořadatel: Federální ministerstvo dopravy Praha, Na příkopě 33
Povolena výnosem ministerstva financí ČSR čj. 153/5.441/1982 ze dne 5. 4. 1982

slosování: 4. října 1984 ve 14. hodin v Ústředním kulturním domě železničářů v Praze 2,náměstí Míru 9

herní plán výher: 1555 výher v celkové hodnotě 370 500 Kčs, 1. cena automobil Škoda 120LS, 2. cena automobil Škoda 120L, 3. až 6. cena zboží podle volného výběru v ceně 10 000 Kčs, 7. až 10. cena zboží podle volného výběru v ceně 5 000 Kčs atd.

počet vydaných losů: 300 000 ks

velikost: 120 × 68 mm

cena losu: 3 Kčs
Středočeský krajský výbor Svazu Československo-sovětského přátelství

pořadatel: Středočeský krajský výbor Svazu Československo-sovětského přátelství
Povoleno výnosem MF ČSR čj. 153/4940/85 ze dne 25. 3. 1985.

slosování: 29. září 1985 v Nymburce v Tělovýchovném středisku Jana Švermy u příležitosti Spartakiády družby

herní plán výher: 1001 cen v celkové hodnotě 260 818 Kčs, 1. cena osobní automobil Škoda Garde, 2. cena obývací stěna Ještěd, 3. cena barevný televizor ČSSR, 4. cena automatická pračka PAC, 5. cena magnetofon B 115 atd.

počet vydaných losů: 200 000 ks

velikost: 130 × 78 mm

cena losu: 5 Kčs
Okresního výboru Národní fronty v Kladně

pořadatel: Národní fronta Kladno

slosování: 6. září 1987

velikost: 120 × 70 mm

cena losu: 5 Kčs
Dnů Třineckých hutníků

pořadatel: Dům kultury ROH TŽ VŘSR Třinec
Povoleno min. financí, cen a mezd ČSR čj. 153/1. 199/89 ze dne 31. ledna 1989

slosování: 3. září 1989 v 17.30 hod. ve sportovním areálu TJ TŽ VŘSR v Třinci

herní plán výher: 150 výher v celkové ceně 74 845,– Kčs, 1. cena osobní automobil Fiat 126P, 2. cena lednička 210 l, 3. cena přenosný TV Merkur, 4. cena kazetový magnetofon, 5. cena elektrická vrtačka atd.

počet vydaných losů: 30 000 ks

velikost: 130 × 70 mm

cena losu: 5 Kčs

### Loterie Československého červeného kříže
Loterie Československého červeného kříže 1984

pořadatel: Červený kříž
Povoleno výnosem ministerstva financí ČSR dne 11. dubna 1983 čj. 153/5.105/1983 na období od 1. ledna do 31. prosince 1984.

herní plán výher: 860 710 výher v hodnotě 10 430 200 Kčs, 8 hlavních výher – osobní auto

počet vydaných losů: 5 000 000 ks

velikost: 240 × 55 mm, skládaný

cena losu: 5 Kčs
Loterie Československého červeného kříže 1986

pořadatel: Červený kříž
Povoleno výnosem ministerstva financí ČSR dne 11. dubna 1985 čj. 153/4 719/1985 na období od 1. ledna do 31. prosince 1986.

herní plán výher: 860 688 výher v hodnotě 10 441 000 Kčs, 8 hlavních výher – osobní auto

počet vydaných losů: 5 000 000 ks

velikost: 240 × 55 mm, skládaný

cena losu: 5 Kčs
Loterie Československého červeného kříže 1991

pořadatel: Červený kříž
Povoleno výnosem ministerstva financí, cen a mezd ČR dne 7. června 1990 čj. 153/9 232/1990 na období od 1. ledna do 31. prosince 1991.

herní plán výher: 1 204 964 výher v hodnotě 15 070 000 Kčs, 12 hlavních výher – osobní auto

počet vydaných losů: 7 000 000 ks

velikost: 140 × 50 mm, skládaný

cena losu: 5 Kčs